# Francesco Baldarelli
Francesco Baldarelli (Fano, 20 marzo 1955) è un politico italiano, ex sindaco di Fano e già parlamentare europeo.

## Biografia
Esponente del Partito Comunista Italiano, da metà anni '80 è consigliere comunale e assessore a Fano, di cui diventa sindaco nel 1990, restando in carica fino al luglio 1992.
È stato eletto deputato europeo alle elezioni del 1994 nella lista del PDS, con 53.700 preferenze nella circoscrizione Italia centrale. All'Europarlamento è stato vicepresidente della Delegazione per le relazioni con la Repubblica Ceca, la Repubblica Slovacca e la Slovenia e poi della Delegazione per le relazioni con la Slovenia; membro della Commissione per l'agricoltura e lo sviluppo rurale, della Commissione per la pesca, della Commissione per i trasporti e il turismo, dell'Assemblea paritetica della convenzione fra gli Stati dell'Africa, dei Caraibi e del Pacifico e l'Unione europea (ACP-UE) e della Commissione temporanea incaricata di verificare il seguito dato alle raccomandazioni concernenti l'ESB (Encefalopatia spongiforme bovina).
Alle elezioni europee del 1999 si ricandida nella lista dei DS, ottenendo 38.521 preferenze, risultando il primo dei non eletti (con una differenza di 236 voti alle spalle di Guido Sacconi). 
Nel 2007 entra nel comitato promotore del "Forum agroalimentare e della pesca" del neonato Partito Democratico. Dal 2009 al 2014 è consigliere comunale del PD a Cartoceto.